# Смирновское
Смирно́вское (Мюкюлян-ярви) — озеро на Карельском перешейке в Выборгском районе Ленинградской области.
Площадь поверхности — 1,4 км², площадь водосборного бассейна — 444 км².
Озеро расположено восточнее посёлка Пальцево. В восточную часть Смирновского впадает река Талинйоки, текущая со стороны озера Куньего через озеро Большое Лисицынское. Из западной части вытекает река Талинйоки, впадающая в реку Перовку. Перовка впадает в озеро Краснохолмское, из которого берёт начало река Суоккаанвирта, впадающая в Новинский залив, являющийся частью системы Сайменского канала, выходящего в Финский залив.